# Castissent
Castissent és un poble del terme de Fígols de Tremp, agregat el 1970 al terme municipal de Tremp.
Tot i que pertany administrativament a la comarca del Pallars Jussà, des del punt de vista geogràfic és un poble ribagorçà, tot i que al llarg de la història s'ha decantat clarament cap al Pallars: el fet de ser castell de frontera lligat quasi sempre al comte de Pallars Jussà l'ha vinculat sempre més a la comarca pallaresa que a la ribagorçana. Des del punt de vista comercial, però, sí que es nota la proximitat del Pont de Montanyana.

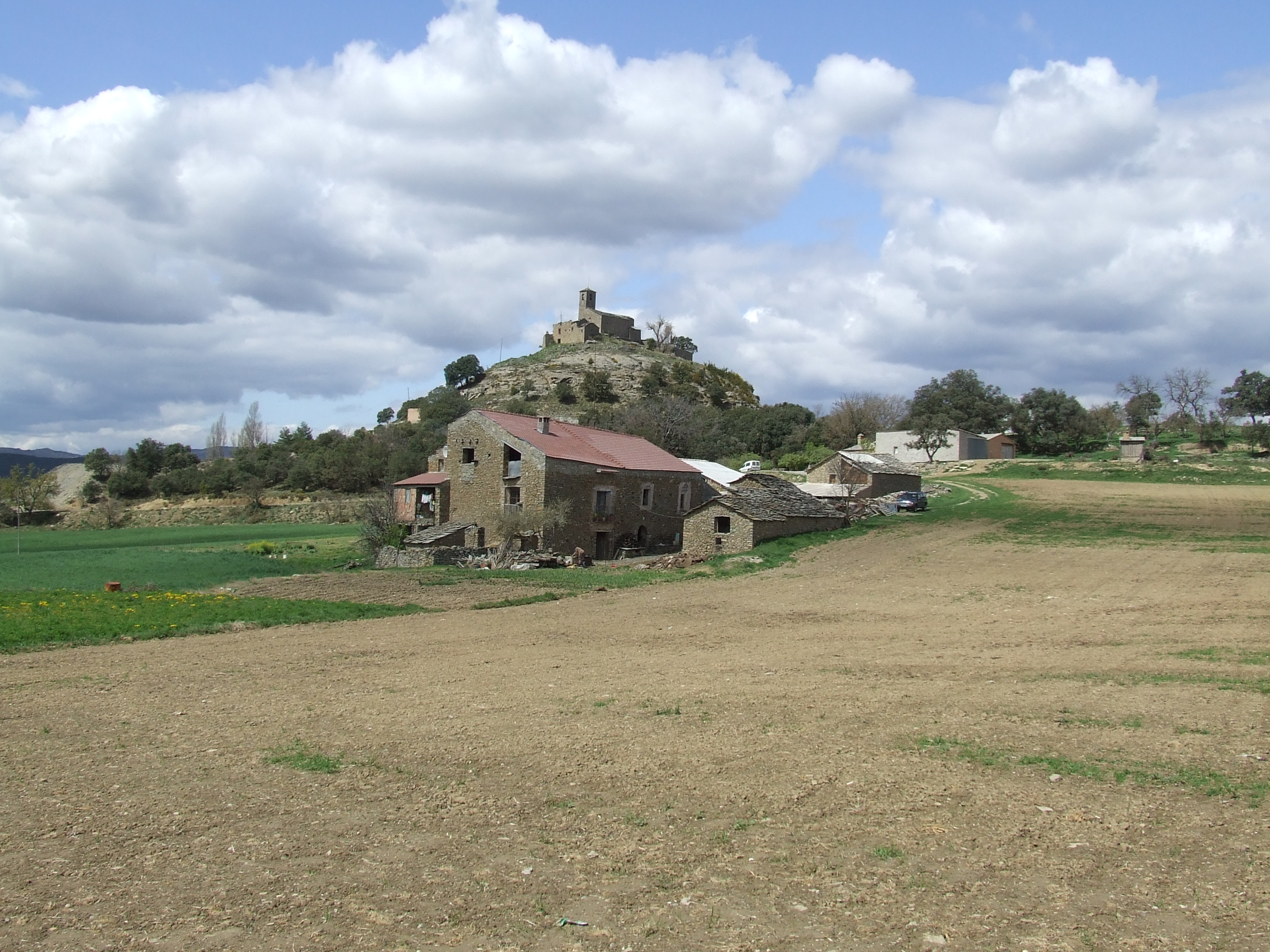
Casa Cortit i l'església de Castissent

Està situat al sud-oest de Tremp, a 32 quilòmetres, i és accessible per una pista rural asfaltada de poc més de 4 quilòmetres que arrenca del punt quilomètric 1 de la carretera C-1311, del Pont de Montanyana a Tremp, a tocar del Pont de Montanyana. És la pista que mena a Sant Esteve de la Sarga, que, abans de trobar la Central del Pont de Montanyana, troba una altra pista que en surt cap a llevant, i mena al poble de Castissent.
El seu emplaçament, des d'un punt de vista estratègic, és exemplar: dalt d'un turonet de 727 m. alt., a 1 quilòmetre en línia recta de la Noguera Ribagorçana, al final d'una carena que baixa cap a ponent des del Tossal de l'Aleixó (868,3 m. alt.). No és una carena gaire alta, però pel fet que queda entre dos barrancs bastant amples (el barranc de la Font al sud i el dels Horts al nord, el lloc queda especialment destacat en el paisatge, visible des de molt lluny, i des de molts llocs. La carena on es troba, a més, més amunt del Tossal de l'Aleixó va a enllaçar amb el lloc on hi hagué el poblat de Montserbós, que es diu que fou l'origen de Castissent.
Més al sud-est del poble, a més, hi ha l'important barranc de Cantillons, que al llarg de la història ha marcat límits de jurisdiccions: senyorials en altres temps, actualment només municipals, ja que una bona part del barranc serveix per marcar els límits entre el municipi de Sant Esteve de la Sarga i el de Tremp (antigament, el de Fígols de Tremp).

## Etimologia
El topònim Castissent procedeix de les formes, documentades, Castellum Sanctum i Castellum Sancti. La segona sembla més versemblant, atès que, com defensa Joan Coromines (op. cit.), ve d'un castell d'en Sanç, que seria el nom del seu senyor en el moment de fer-se el document.

## Una parròquia rural d'hàbitat dispers
No és pròpiament un poble en el sentit de cases agrupades en un contínuum urbà, sinó que es podria parlar d'una parròquia rural d'hàbitat dispers, en tot cas. Hi ha un centre del poble, constituït per una plataforma on es dreçaven les restes del castell, l'església parroquial de sant Joan Baptista, que havia pertangut al monestir de Lavaix i el cementiri; a partir d'aquí, tot de masies als voltants constitueixen el poble dispers de Castissent.
Aquestes masies s'agrupen en tres rodals diferents: el que pròpiament depèn de l'actual Castissent, el dels Masions i el de Prullans. El de Castissent -els altres estan descrits en els seus articles respectius- tenia les masies següents:
- Casa l'Agustí
- Casa l'Aiguader
- Casa Batlle, amb la capella dels sants Antoni Abat i Antoni de Pàdua
- la Masia del Batlle
- el Mas de Canelles
- Casa Carlets, amb capella pròpia, advocada a sant Agustí
- Casa Caçador
- Casa Cortit, amb les restes de la capella de sant Miquel
- Mas de Maiestre
- Casa Mostatxo, amb la capella de sant Agustí
- les Cases del Pacient
- Casa Serrà.

Pascual Madoz, en el seu Diccionario geográfico..., publicat el 1845, va recollir de viva veu que originalment, el poble de Castissent no era en el lloc on és ara, sinó que era a l'indret on es troba el santuari de la Mare de Déu de Montserbós, i la població d'aquell lloc, més inhòspit i aïllat, va venir a cercar refugi a l'entorn de l'església de sant Joan i del castell de Castissent.
Pertanyien a la parròquia de Castissent els santuaris de Montserbós i l'ermita propera del mateix nom, totes dues romàniques, així com els nuclis de masies suara esmentats (els Masions i Prullans), moltes de les quals tenien capella pròpia. Aquesta parròquia pertanyia al bisbat de Roda de Ribagorça, i més tard al de Lleida, com altres pobles de la vall de la Noguera Ribagorçana.
Aquesta abundor de capelles i, per tant, de celebracions diverses de sants al llarg de tot l'any feia, antigament, que freqüentessin les festes patronals a la parròquia de Castissent, amb petits aplecs als quals solia assistir sempre bastantes persones del poble i dels voltants.

## Història
En el cens del 1359, Castell Sent consta amb 11 focs (uns 55 habitants); en el cens del 1553 Casticén té els mateixos 11 focs, i en el del 1718 s'hi esmenten 70 habitants; el 1831 n'hi consten 95, i vers 1900, hi havia 30 edificis, amb 75 habitants. En l'actualitat, el 2006 és el poble més habitat de tot el seu antic terme, i té 20 habitants, tots en hàbitat dispers.
El 1812 fou un dels ajuntaments creats a ran del desplegament de la Constitució de Cadis, i mantingué la seva independència municipal almenys fins a febrer del 1847. En aquell moment, per mor d'una reforma de la llei municipal vigent que alçava fins a 30 veïns el mínim per poder mantenir ajuntament propi, Castissent passà a ser cap d'un districte municipal més ampli, ja que li foren agregats els antics ajuntaments de Claramunt, Eroles i Vileta, Fígols i Puigverd de Talarn. El vell terme de Castissent, pel seu costat, incloïa ja la caseria de Prullans i el santuari i antic poblat de Montserbós. Aquesta situació perdurà fins al 1877: el 15 de desembre d'aquell any l'alcalde constitucional de Castissent, Antoni Pons i Fenosa, signava el trasllat de l'ajuntament i de la resta de dependències municipals al poble d'Eroles, que passava a ser el cap del districte municipal que a partir d'aquell moment s'anomenà Eroles.
En el moment de l'extinció dels senyorius (1831) pertanyia a Don Enrique de Alagón y Pimentel, vuitè Conde de Sástago.
Pascual Madoz, en el seu Diccionario geográfico... informa de Castisent en l'article dedicat a aquest poble: és un poble de cases escampades situat en un terreny muntanyós i trencat; és bastant ventilat, i el clima, fred, però saludable. Consta de 24 masies, la majoria d'un sol pis i mala construcció. En destaca el Mas de Faro i les capelles de Moncervos, a més del lloc de Prullans. Descriu el terme de Castissent com un terreny trencat, àrid, pedregós i amb moltes barraques, roques i roquissars en totes direccions; inútil per al conreu, no resulta ni la desena part que doni fruit, i sempre a base d'adobs naturals o artificials, formiguers i a la pràctica de cremar la terra. No hi ha prats, ni més horts que els que tenen algunes masies a partir de fonts de poca aigua. Tampoc no hi ha boscos: molt de matoll, i, en tot cas, algunes petites aglomeracions de roures i alzines. Tanmateix, s'hi produeix blat, sègol, ordi, civada, poques mongetes, oli, vi i llana. De bestiar, ovelles, cabres i bous i vaques. Hi ha cacera de conills, perdius i llops. 12 veïns (caps de família) i 69 ànimes (habitants) en constitueixen la població.
A més, fa un apunt històric sobre Montserbós i sobre el mateix Castissent, on ja explica l'etimologia d'aquest topònim.
L'església de Sant Joan Baptista de Castissent era parroquial, però no pertanyia al bisbat d'Urgell, sinó que en un principi fou del Bisbat de Roda i després fou traspassat al de Lleida, en suprimir-se aquell bisbat. Actualment hi continua pertanyent, però la parròquia de Castissent és administrada des de la parròquia d'Areny de Noguera, del bisbat de Barbastre-Montsó, pel fet que Castissent havia pertangut sempre a l'arxiprestat de Tolba, que passà al darrer bisbat esmentat, creat a darreries del segle xx. Depenien d'aquesta parròquia, que pertanyia al monestir de Lavaix, les capelles de Montserbós i Prullans.
Castissent era un lloc que sempre havia pertangut al comte de Pallars Jussà, i més tard formà part del marquesat de Pallars, fins a l'extinció dels senyorius, a mitjan segle xix. Amb la creació dels municipis, el 1840, fou agregat al municipi aleshores anomenat d'Eroles.

## Festes i tradicions
Castissent és dels pobles que surten esmentats a les conegudes cobles d'en Payrot, fetes per un captaire fill de la Rua a mitjan segles XIX. Deia, en el tros de Castissent:
| «                | Payrot arriba a Corroncui i té una pelea a Castissent, imparteix la seva justícia i els fa menjar el pa calent. Mai s'ha vist ni s'ha sentit la digo, digo, digo, mai s'ha vist ni s'ha sentit se'l menjaven sempre florit. | » |
| — Payrot, Cobles | |   |